# Montana (film, 1950)
Pour les articles homonymes, voir Montana (homonymie).
Montana est un film américain réalisé par Ray Enright, sorti en 1950.

## Synopsis
Un berger australien, qui cherche à s'installer dans les plaines accueillantes du Montana, doit faire face à la répression des éleveurs de bétail qui tiennent à rester maîtres des terrains.

## Fiche technique
- Réalisateur : Ray Enright
- Producteur : William Jacobs
- Scénario : James R. Webb, Borden Chase, d'après une histoire d'Ernest Haycox
- Directeur de la photographie : Karl Freund
- Montage : Frederick Richards
- Musique : David Buttolph
- Durée : 76 minutes
- Date de sortie : 
  - États-Unis : 28 janvier 1950
- Affiche : Constantin Belinsky (France)

## Distribution
- Errol Flynn (VF : Jean Davy) : Morgan Lane
- Alexis Smith : Maria Singleton
- S. Z. Sakall (VF : Serge Nadaud) : Papa Otto Schultz
- Douglas Kennedy (VF : Raymond Loyer) : Rodney Ackroyd
- James Brown : Tex Coyne
- Ian MacDonald (VF : Claude Bertrand) : Slim Reeves
- Charles Irwin : MacKenzie
- Tudor Owen : Jock
- Paul E. Burns : Tecumseh Burke

Acteurs non crédités
- Dorothy Adams (VF : Marie Francey) : Mme Kitty Maynard
- Lane Chandler (VF : Raymond Rognoni) : Shérif Jake Overby
- Nacho Galindo : Pedro
- Fred Kelsey : Barman